# Ханигер, Митч
Митчелл Эван Ханигер (англ. Mitchell Evan Haniger, 23 декабря 1990, Маунтин-Вью, Калифорния) — американский бейсболист, аутфилдер клуба Главной лиги бейсбола «Сиэтл Маринерс». Участник Матча всех звёзд лиги 2018 года.

## Биография

### Ранние годы
Митч Ханигер родился 23 декабря 1990 года в Маунтин-Вью в Калифорнии. Один из двух сыновей в семье Уолта и Джуди Ханигеров. Он окончил частную католическую старшую школу имени архиепископа Митти в Сан-Хосе. Во время учёбы он играл за школьные команды по бейсболу и американскому футболу. В выпускной год Ханигер побил рекорд школы по количеству выбитых за сезон хоум-ранов. На драфте Главной лиги бейсбола 2009 года его в 31 раунде выбрал клуб «Нью-Йорк Метс». От подписания контракта Ханигер отказался. У него был ряд предложений спортивной стипендии от колледжей Запада США, среди которых он выбрал Политехнический университет штата Калифорния в Сан-Луис-Обиспо.

### Любительская карьера
В турнире NCAA Ханигер дебютировал в 2010 году, сыграв в 43 матчах. Он отбивал с показателем 32,6 % и набрал 46 RBI. По итогам сезона его включили в символическую сборную новичков. В 2011 году он стал одним из стартовых аутфилдеров команды, отбивал с эффективностью 27,4 %. Летом Ханигер выступал в студенческой Лиге Нортвудс в составе команды «Грин-Бэй Булл Фрогз». Журнал Baseball America в рейтинге самых перспективных игроков лиги поставил его на третье место.
В сезоне 2012 года его атакующая эффективность выросла до 34,6 %, в играх турнира Ханигер набрал 64 RBI. Он стал лучшим игроком Конференции Big West по нескольким статистическим показателям. В мае он получил приз Игроку года в конференции. На драфте Главной лиги бейсбола 2012 года Ханигер под общим 38 номером был выбран клубом «Милуоки Брюэрс».

### Профессиональная карьера
В течение трёх сезонов Ханигер выступал за фарм-клубы системы «Брюэрс», продвинувшись до уровня AA-лиги. В первой половине регулярного чемпионата 2014 года в составе «Хантсвилл Старз» он отбивал с показателем 25,5 %, выбил 10 хоум-ранов и набрал 34 RBI. В конце июля клуб обменял его и питчера Энтони Банду в «Аризону Даймондбэкс» на аутфилдера Херардо Парру.
После перехода Ханигер доиграл оставшуюся часть сезона 2014 года в фарм-клубе «Мобил Бэйбеарс» в Южной лиге. В 2015 году он выступал за «Бэйбеарс» и команду Калифорнийской лиги «Висейлия Роухайд», его показатель отбивания по итогам сезона составил 31,0 %. По ходу чемпионата 2016 года руководство клуба перевело Ханигера на уровень AAA-лиги в «Рино Эйсиз». В августе 2016 года он дебютировал в Главной лиге бейсбола. В ноябре Ханигер был обменян в «Сиэтл Маринерс».
В 2017 году Ханигер хорошо провёл апрель, в котором отбивал с эффективностью 34,2 %, и заключительный отрезок чемпионата. В мае и июне он не играл из-за травмы, а затем долго набирал форму. Главный тренер «Сиэтла» Скотт Серве отметил тщательный подход новичка к работе на тренировках. По ходу сезона 2018 года Ханигер вошёл в число лучших аутфилдеров Главной лиги бейсбола. Летом он впервые в карьере получил приглашение на Матч всех звёзд лиги. По итогам регулярного чемпионата он входил в число лидеров лиги в нескольких статистических категориях, стал одним из двенадцати игроков, за сезон сделавших не менее 90 ранов и набравших не менее 90 RBI.
Следующие два сезона сложились для Ханигера не лучшим образом. В 2019 году он получил травму паха после попадания мячом, затем испытывал проблемы со спиной и брюшной полостью. В последующее межсезонье он перенёс операцию по удалению грыжи и дискэктомию для лечения болей в спине. Начало регулярного чемпионата 2020 года было отложено на несколько месяцев из-за пандемии COVID-19, но Ханигер так и не успел восстановиться, пропустив сезон целиком. В январе 2021 года генеральный менеджер «Маринерс» Джерри Дипото в интервью заявил, что игрок готов к возвращению на поле.